# Jim Norton (giocatore di football americano)
James Charles Norton, detto Jim (Glendale, 20 ottobre 1938 – Garland, 12 giugno 2007), è stato un giocatore di football americano statunitense.
che ha militato nei ruoli di safety e punter per tutta la carriera con gli Houston Oilers della American Football League (AFL)

## Biografia
Malgrado fosse scelto dai Detroit Lions nel settimo giro del Draft NFL 1960 e dai Dallas Texans nel Draft AFL dello stesso anno, Norton optò per firmare con gli Houston Oilers, nella stagione di debutto della American Football League. Dopo avere intercettato un passaggio nella sua prima annata, divenne titolare a partire dalla successiva. In un'equilibrata finale di campionato, i suoi quattro punt calciati aiutarono gli Oilers a battere i San Diego Chargers per 10-3, vincendo il loro secondo titolo consecutivo.
Nel dodicesimo turno della stagione 1963, Norton intercettò tre passaggi del quarterback dei Denver Broncos Frank Tripucka, contribuendo a far qualificare gli Oilers alla terza finale consecutiva, poi persa contro i Texans, 20-17.
Nel ruolo di defensive back, Norton fu un placcatore d'alto livello, venendo inserito nella formazione ideale della lega nel 1961, '62, '63 e '67, quando segnò il suo unico touchdown in carriera, dopo un ritorno di intercetto da 56 yard. Il suo numero 43 fu il primo ad essere ritirato dagli Oilers (oggi Tennessee Titans), dopo avere fatto registrare un record di franchigia di 45 intercetti.

## Palmarès

### Franchigia
Campionati AFL : 2
Houston Oilers: 1960, 1961

### Individuale
- Numero 43 ritirato dai Tennessee Titans

### Statistiche
| Partite totali | 125 |